# كارل نيلسون (مصارع رياضي)
كارل نيلسون هو مصارع رياضي سويدي، ولد في 9 مايو 1897 في سكونا في السويد، وتوفي في 29 مايو 1970 في مالمو في السويد.

## وصلات خارجية
- كارل نيلسون على موقع أوليمبيديا (الإنجليزية)
- كارل نيلسون على موقع اللجنة الأولمبية السويدية (السويدية)